# Diether Gotthold Roland Findeisen

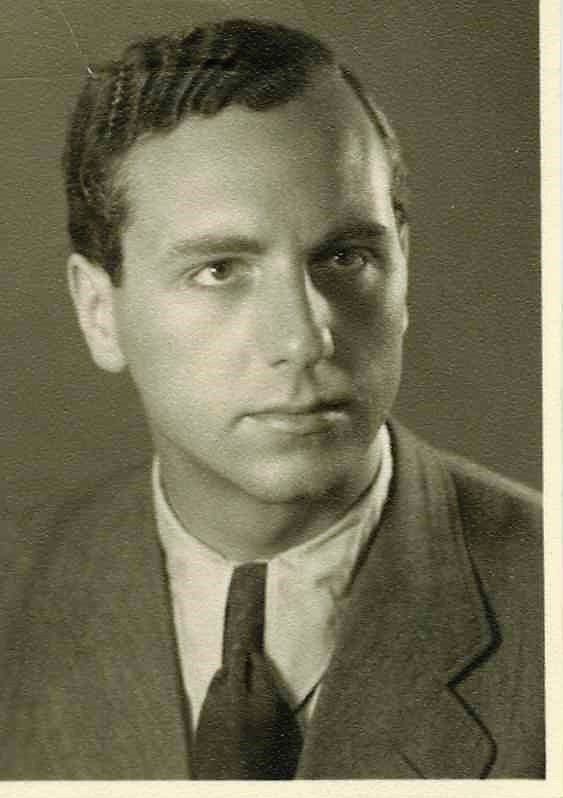
Diether G. R. Findeisen (1946)

Diether Gotthold Roland Findeisen (oft D. G. R. Findeisen) (* 7. Februar 1922 in Höhnstedt; † 15. Mai 2003 in Berlin) war ein deutscher Arzt, Hochschullehrer und Autor in den Fachgebieten der Immunologie, Allergologie und der Sportmedizin.

## Leben
Findeisen wurde 1922 als erstes Kind des Tierarztes Gotthold Findeisen und seiner Ehefrau Elsa (geb. Reinhold) in Höhnstedt geboren.
Auf dreijährigen Besuch der Volksschule erfolgte die Absolvierung des Realgymnasiums Dreikönigsschule Dresden bis zum Abitur im März 1939.
Mit  17 Jahren begann Findeisen das Medizinstudium mit dem Sommersemester 1939 an der Universität Berlin. Wegen Einberufung zur Wehrmacht im Jahre 1940 musste er das Studium unterbrechen. Nach der darauffolgenden militärischen Grundausbildung konnte im September 1941 das Physikum an der Universität Würzburg abgelegt werden.
Darauf folgte das Studium der klinischen Semester in Prag, Würzburg und Berlin, wo er u. a. von Ferdinand Sauerbruch unterrichtet wurde.
Nach Bestehen der ärztlichen Prüfung mit der Note sehr gut und Ableistung der letzten Pflichtfamulatur war er als Truppenarzt an Fronteinsätzen in Holland und Frankreich beteiligt.
Im Oktober 1944 erlangte er in Prag die Approbation zum Arzt und absolvierte in München die Promotion zum Doktor der Medizin mit der Arbeit Pervitin gegen Heufieber.
Nach dem Krieg folgte seine chirurgische, internistische und dermatologische Ausbildung. Von 1954 bis 1962 war er als Assistenz- und Oberarzt an der Universitätsklinik für Physiotherapie der Charité Berlin tätig, wo er 1962 habilitierte. Von 1962 bis 1967 arbeitete Findeisen als ärztlicher Direktor und Chefarzt der Asthma- und Rheumaklinik (Prießnitz-Haus) in Mahlow. Zum Professor wurde er 1967 berufen mit gleichzeitigem Lehrauftrag für Sportmedizin an der damaligen Pädagogischen Hochschule Potsdam (heute Universität Potsdam). 1972 erfolgte die Berufung zum ordentlichen Professor.
Diether Findeisen verstarb im Alter von 81 Jahren und wurde auf dem Waldfriedhof in Kleinmachnow beigesetzt.

## Leistungen

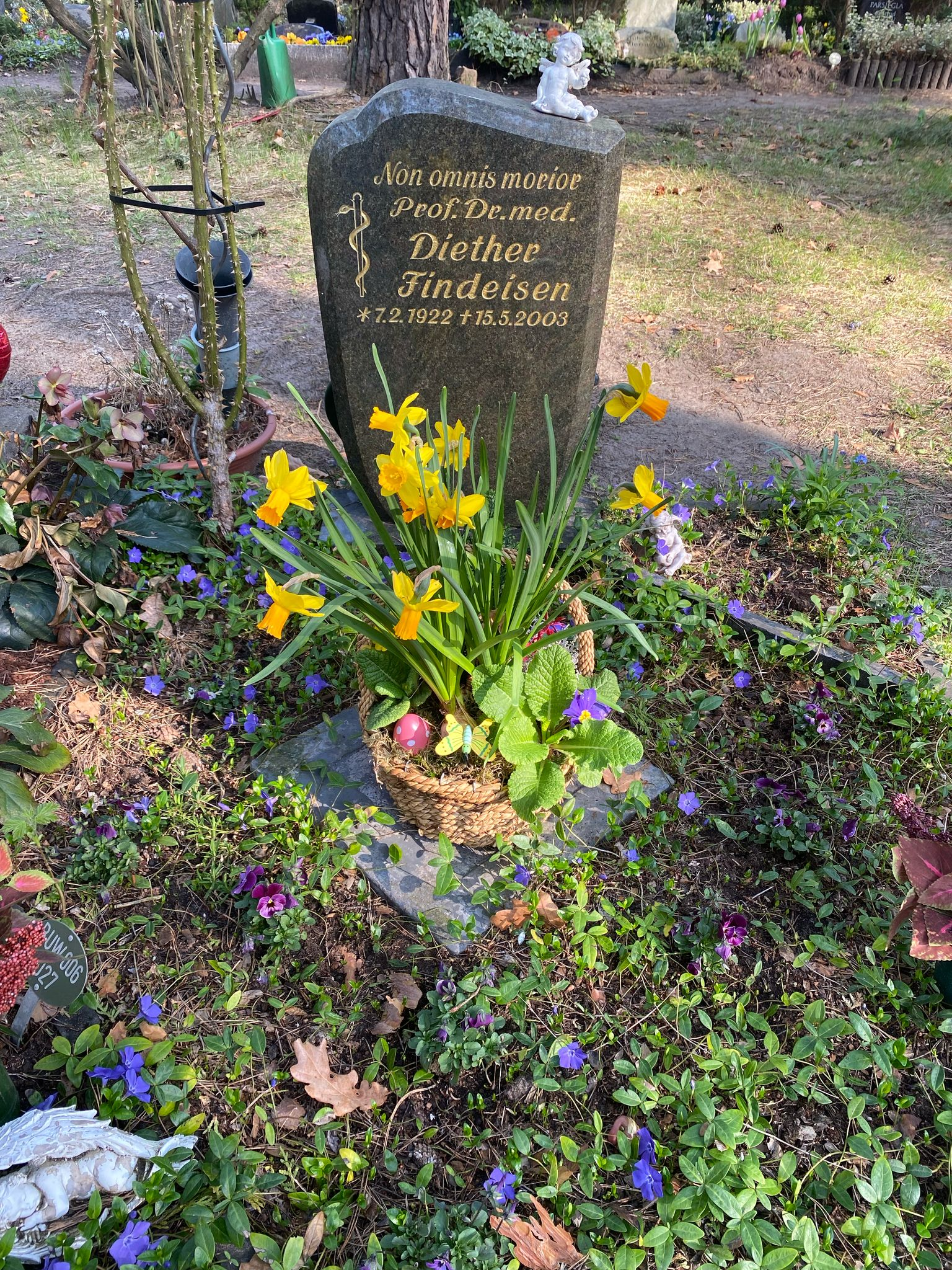
Grabstätte auf dem Waldfriedhof Kleinmachnow

Diether Findeisen ist Verfasser bzw. Herausgeber und Mitherausgeber von 33 Monographien einschließlich Mehrfachauflagen sowie Verfasser von 280 medizinisch-wissenschaftlichen Aufsätzen. Er ist Mitbegründer und war von 1954 bis 1959 Präsident der Gesellschaft für Allergie- und Asthmaforschung (GAA), die im Zuge der Wiedervereinigung 1990 in die heutige Deutsche Gesellschaft für Immunologie (DGfI) überging. Zudem war er 23 Jahre  Chefredakteur der ersten deutschen allergologischen Zeitschrift Allergie und Asthma (ab 1954). Findeisen war Mitglied und Ehrenmitglied  nationaler und internationaler Fachgesellschaften, u. a. Mitbegründer und ständiges Präsidiumsmitglied der International Association of Asthmalogy (Interasma). 1988 erfolgte seine Ernennung zum Ehrendoktor (Dr. sc. h. c.) der WHO-Fakultät für Complementary Medicines der Universität Colombo in Athen.

Gesellschaftlich aktiv war Findeisen besonders im Deutschen Roten Kreuz (DRK) der DDR, wo er von 1963 bis 1985 Vorsitzender des Bezirks Potsdam war und seit 1965 als Mitglied des Präsidiums agierte. Ab 1982 erfolgte die Ernennung zum Leiter der AG Weltraumimmunologie in der Gesellschaft für Weltraumforschung und Raumfahrt der DDR.

## Ehrungen
- Verdienstmedaille der DDR
- Hufeland-Medaille in Gold
- Ehrenplakette der Deutschen Gesellschaft für Klinische Medizin der DDR
- Ehrenzeichen des DRK der DDR in Gold
- Obermedizinalrat (DDR)
- Fellow der Royal Society of Medicine London

## Veröffentlichungen (Auswahl)
- D. G. R. Findeisen: Sport, Psyche und Immunsystem. Ueber die Zusammenhaenge zwischen physischem und psychischem Wohlbefinden. Berlin: Frieling (Verlag), 1994. ISBN 3-89009-571-2.
- D. G. R. Findeisen: Asthma Bronchiale. Verlag: Volk und Welt, Berlin, 1971.
- D. G. R. Findeisen: Allergie - immunbiologische Fakten, Probleme und Tendenzen. Verlag: Verlag Volk und Gesundheit Berlin, 1979.
- D. G. R. Findeisen; L. Pickenhain: Immunantwort und Psyche. Allergie und Streß: Risiko oder Chance?. Stgt., Hirzel (Verlag) 1990. ISBN 3-8047-1121-9.
- D. G. R. Findeisen; P.-G. Linke; L. Pickenhain: Grundlagen der Sportmedizin für Studenten, Sportlehrer und Trainer. Leipzig: Barth (Verlag), 1976.